# ALCO DH-643
Die DH-643, auch Century 643H von ALCO war die erste in den Vereinigten Staaten hergestellte Strecken-Lokomotiven mit einem dieselhydraulischen Antrieb.

## Geschichte
Im Rahmen der Erprobung von dieselhydraulischen Lokomotiven bestellte die Southern Pacific Railroad bei ALCO drei Lokomotiven, um eine Vergleichsmöglichkeit zu den aus Deutschland von Krauss-Maffei gelieferten ML 4000 CC zu haben. ALCO sah die Möglichkeit, eine amerikanische Alternative zu den Import-Lokomotiven anbieten zu können und mit der Entwicklung der DH-643 einen technologischen Vorsprung gegenüber etwaigen Konkurrenten zu erhalten. Insbesondere sollte ermittelt werden, ob die langsamlaufenden amerikanischen Dieselmotoren für den dieselhydraulischen Antrieb geeignet waren und ob gleichzeitig eine Verringerung der Unterhaltungskosten möglich war.
ALCO lieferte die Lokomotiven im September 1964. Wie die Lokomotiven von Krauss-Maffei zeigten die Fahrzeuge sich vor allem beim Einsatz auf den Strecken in den rauen Gebirgsregionen als schadanfällig und weniger leistungsfähig, daher erfolgte dann der Regeldienst auf den Flachstrecken im San Joaquin Valley in Kalifornien.
Aufgrund der häufigen technischen Probleme und der erhöhten Wartungskosten durch die hydraulische Kraftübertragung wurden die Lokomotiven bereits 1970 ausgemustert und 1973 verschrottet.

## Konstruktive Merkmale
Die Lokomotiven waren als Einrahmenlokomotiven mit zwei Drehgestellen und der Achsanordnung C'C', zwei Motoren, zwei hydraulischen Getrieben mit Bremswandlern und mit einem Führerhaus an einem Fahrzeugende ausgeführt. Die Lokomotiven waren bis auf die dieselhydraulische Kraftübertragung weitgehend baugleich mit den dieselelektrischen Lokomotiven der Century-Serie.
Der Rahmen war komplett geschweißt. Lediglich der Drehzapfen war gegossen und anschließend an den Rahmen angeschweißt.
Als Antriebsmotoren kamen aufgeladene V12-Viertakt-Dieselmotoren der Serie 251C von Alco mit Abgasturbolader und Ladeluftkühlung zum Einsatz. Die Leistung eines Motors beträgt 2150 PS bei 1000/min. Die Dieselmotoren übertrugen ihre Leistung über eine elastische Kupplung auf ein Strömungsgetriebe vom Typ Voith 830 r U, mit drei hydraulischen Wandlern. Die zusätzlichen Bremswandler sind über die Abtriebswelle und Gelenkwellen mit den Treibradsätzen verbunden. Das Öl wird über einen Wärmetauscher gekühlt, der die Wärme an das Motorkühlwasser abgibt. Somit das Motorkühlwasser auch zur Abfuhr der Bremsenergie genutzt.
Vom Abtriebsflansch des Strömungsgetriebes erfolgte die Kraftübertragung über eine Gelenkwelle auf das Radsatzgetriebe des mittleren Radsatzes. Das mittlere Radsatzgetriebe verteilte das Drehmoment über zwei weitere kurze Gelenkwellen auf die beiden anderen Radsatzgetriebe eines Drehgestells.
Jeder Antriebsanlage war eine Kühlgruppe zugeordnet, die die Verlustwärme des Dieselmotors und des Strömungsgetriebes abführte. Diese bestand aus einem Wasser-Luft-Wärmetauscher, Bauart Voith-Heidenheim, zwei Ventilatoren, einer Zentrifugalpumpe und einer Antriebseinrichtung. Der Antrieb der Ventilatoren erfolgte über eine Gelenkwelle und eine hydrodynamische Kupplung vom Strömungsgetriebe.
Die Druckluftanlage besteht aus einem zweistufigen luftgekühlten Kompressor mit Zwischenkühlung, der direkt von einem Dieselmotor angetrieben wird, den vier Hauptluftbehältern mit einem Gesamtvolumen von 1000 l und den zugehörigen Armaturen. Die Lokomotive ist mit einer Druckluftbremse, Bauart Westinghouse, System 26-L mit Führerbremsventil, Bauart 26-F ausgerüstet.